# Hội đồng Tổng thống chuyển tiếp
Hội đồng Tổng thống chuyển tiếp (Conseil présidentiel de transition; Konsèy tranzisyon prezidansyèl) là một cơ quan lâm thời được thành lập vào ngày 12 tháng 4 năm 2024, nhậm chức vào ngày 25 tháng 4, có nhiệm vụ thực hiện những nhiệm vụ và quyền hạn của tổng thống Haiti cho đến khi có tổng thống mới hoặc cho đến ngày 7 tháng 2 năm 2026. Trước khi Hội đồng Tổng thống chuyển tiếp được thành lập, Michel Patrick Boisvert được Hội đồng Bộ trưởng bổ nhiệm làm thủ tướng lâm thời.

## Hành động
Ngày 30 tháng 4 năm 2024, Edgard Leblanc Fils được bổ nhiệm làm chủ tịch Hội đồng Tổng thống chuyển tiếp. Fritz Bélizaire được hội đồng bầu làm thủ tướng. Tuy nhiên, quyết định này gây chia rẽ trong nội bộ hội đồng. Hội đồng quyết định các thành viên cứ năm tháng sẽ luân phiên giữ chức chủ tịch và quy định phải có ít nhất năm thành viên biểu quyết tán thành thì các quyết định mới được thông qua.

## Bối cảnh

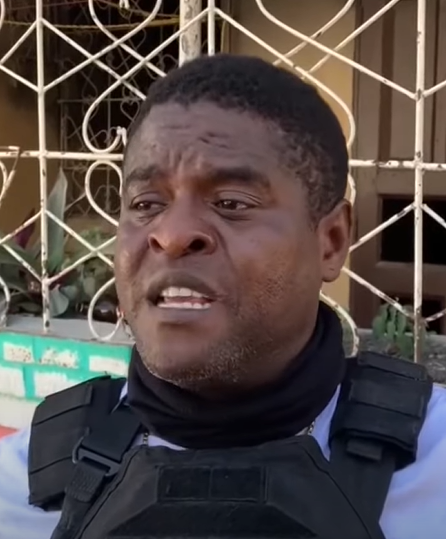
Jimmy Chérizier (hình) ban đầu yêu cầu cải tổ chính quyền nhưng về sau đe dọa tấn công bất cứ ai chấp nhận được bổ nhiệm vào Hội đồng Tổng thống chuyển tiếp.

Sự tan rã nhà nước Haiti trong khủng hoảng Haiti khiến dư luận yêu cầu Tổng thống Ariel Henry từ chức. Hai người đứng đầu cuộc vận động là Jimmy Chérizier, một cựu cảnh sát lãnh đạo một nhóm băng đảng tại Haiti, và Guy Philippe, một nguyên thượng nghị sĩ có tiền án. Thủ tướng đương nhiệm của Haiti không được dân chúng ủng hộ do không thực hiện cam kết tổ chức bầu cử sau khi Jovenel Moïse bị ám sát vào ngày 7 tháng 7 năm 2021. Ngày 11 tháng 3 năm 2024, Henry tuyên bố sẽ từ chức và thông báo một hội đồng chuyển tiếp sẽ bổ nhiệm thủ tướng lâm thời. Thành viên hội đồng sẽ được quyết định tại một cuộc họp khẩn cấp của Cộng đồng Caribe tại Jamaica.
Ngày 3 tháng 4 năm 2024, hội đồng chuyển tiếp trình danh sách đại biểu lâm thời lên Hội động Bộ trưởng. Các đại biểu được bổ nhiệm vào ngày 16 tháng 4.
Sau nhiều tuần đàm phán, một thỏa thuận được gửi đến Cộng đồng Caribe vào ngày 7 tháng 4, đề xuất thành lập một hội đồng lâm thời có nhiệm kỳ kết thúc vào ngày 7 tháng 2 năm 2026. Hội đồng có nhiệm vụ bầu thủ tướng ngoài số thành viên hội đồng chuyển tiếp và chính phủ lâm thời. Hội đồng chuyển tiếp chính thức được thành lập vào ngày 12 tháng 4, danh sách thành viên được đăng trên công báo vào ngày 16 tháng 4. Các thành viên hội đồng tuyên thệ nhậm chức vào ngày 25 tháng 4 tại Cung điện Quốc gia.

## Thành viên
Hội đồng Tổng thống chuyển tiếp gồm bảy thành viên biểu quyết và hai thành viên không biểu quyết. Những thành viên biểu quyết gồm đại diện của bốn liên minh chính trị (Accord du 30 août 2021, Accord du 21 décembre 2022, Collectif des Partis politiques và Compromis Historique/RED/EDE), hai đảng (Fanmi Lavalas và Platfòm Pitit Desalin) và "khu vực tư nhân". Những thành viên không biểu quyết gồm một đại diện của xã hội dân sự và một đại diện từ "cộng đồng liên tôn".

### Tư cách thành viên
Thành viên Hội đồng Tổng thống chuyển tiếp phải đáp ứng các tiêu chuẩn của tổng thống Haiti theo Điều 135 Hiến pháp Haiti và không được ứng cử trong cuộc bầu cử tiếp theo. Ngoài ra, người nào bị Liên Hợp Quốc lệnh áp đặt trừng phạt, bị truy tố, bị kết án hoặc phản đối việc triển khai Phái bộ Hỗ trợ An ninh Đa quốc gia thì không được bổ nhiệm vào hội đồng. Các thành viên hội đồng đều phải thực hiện cấp tốc việc triển khai lực lượng an ninh quốc tế tại Haiti.
| Thành viên                     | Party / Group                                          |
| ------------------------------ | ------------------------------------------------------ |
| Edgard Leblanc Fils (Chủ tịch) | Struggling People's Organization/30 January Collective |
| Smith Augustin                 | EDE/RED-Historic Compromise                            |
| Fritz Jean                     | Montana Accord                                         |
| Leslie Voltaire                | Fanmi Lavalas                                          |
| Laurent Saint-Cyr              | Khu vực tư nhân                                        |
| Louis Gérald Gilles            | 21 December Agreement                                  |
| Emmanuel Vertilaire            | Platfòm Pitit Desalin                                  |
| Quan sát viên                  | Party / Group                                          |
| Regine Abraham                 | Rally for a National Agreement (REN)                   |
| Frinel Joseph                  | Khu vực tôn giáo                                       |

## Quyền hạn và nhiệm kỳ
Hội đồng Tổng thống chuyển tiếp thực hiện những nhiệm vụ và quyền hạn của tổng thống Haiti cho đến khi có tổng thống mới. Nhiệm kỳ của hội đồng kết thúc vào ngày 7 tháng 2 năm 2026. Hội đồng Tổng thống chuyển tiếp có quyền bổ nhiệm thủ tướng.

## Phản ứng

### Trong nước
Dư luận Haiti có những phản ứng trái chiều, có một vài ý kiến đặt câu hỏi về tính hợp hiến của Hội đồng Tổng thống chuyển tiếp. Hiệu trưởng Trường Đại học Quisqueya Jacky Lumarque chỉ trích hội đồng là không phải một giải pháp "do Haiti lãnh đạo" mà là một "con rắn bảy đầu". Ông đề nghị một thẩm phán Tòa Phá án giữ quyền tổng thống.
Jimmy Chérizier tuyên bố lực lượng của ông sẽ tấn công bất cứ ai chấp nhận được bổ nhiệm vào hội đồng. Ông dùng một tiếng kêu xung trận truyền thống của Haiti để mô tả số phận của thành viên hội đồng: "Chặt đầu họ và đốt nhà họ". Trước đó, Chérizier phản đối việc nhóm băng đảng của ông không được tham gia đàm phán về quá trình chuyển tiếp. Ông cũng liên minh với một nhóm băng đảng khác để làm bạo động nếu lực lượng gìn giữ hòa bình quốc tế được đưa vào Haiti trong thời kỳ chuyển tiếp.
Nguyên bộ trưởng bộ tư pháp Haiti Camille LeBlanc hoan nghênh việc thành lập Hội đồng Tổng thống chuyển tiếp nhưng hoài nghi hội đồng có thể giải quyết bế tắc chính trị của Haiti.

### Quốc tế
Tổng Thư ký Liên Hợp Quốc António Guterres tuyên bố "hoan nghênh" việc thành lập Hội đồng Tổng thống chuyển tiếp và kêu gọi "các bên liên quan tại Haiti tiếp tục nỗ lực thực hiện những thỏa thuận về chính quyền chuyển tiếp". Cộng đồng Caribe hoan nghênh việc thành lập Hội đồng Tổng thống chuyển tiếp, tuyên bố rằng hội đồng là "một kế hoạch xuất phát từ Haiti để đưa đất nước gặp khó khăn qua bầu cử đến sự khôi phục những cơ quan nhà nước và chính phủ lập hiến".
Bộ Ngoại giao Hoa Kỳ tuyên bố Hoa Kỳ "hoan nghênh" việc thành lập Hội đồng Tổng thống chuyển tiếp và "khen ngợi những nhà lãnh đạo Haiti vì đã chịu thỏa hiệp để tiến tới dân chủ thông qua bầu cử tự do và công bằng". Tổng thống Kenya William Ruto hoan nghênh việc thành lập Hội đồng Tổng thống chuyển tiếp, viết trên mạng xã hội "Kenya tin rằng sự lãnh đạo chính trị mới sẽ là nền tảng vững chắc để giải quyết khủng hoảng tại Haiti, khôi phục an ninh, cho nhân dân Haiti một sự chuyển tiếp chính trị và mở ra một thời kỳ hòa bình, phát triển bền vững".
Trong một thông cáo báo chí vào ngày 14 tháng 4, Tổng Thư ký Cộng đồng Pháp ngữ Louise Mushikiwabo "tán dương" việc thành lập Hội đồng Tổng thống chuyển tiếp. Ngày 15 tháng 4, Bộ Đối ngoại châu Âu của Liên minh châu Âu tuyên bố "điều quan trọng là Hội đồng Tổng thống chuyển tiếp được chính phủ sắp mãn nhiệm của Thủ tướng Ariel Henry bổ nhiệm ngay lập tức".